# Sprengstoff (Roman)
Sprengstoff (im Original: Roadwork) ist der Titel eines Romans des US-amerikanischen Schriftstellers Stephen King, der unter dessen Pseudonym „Richard Bachman“ herausgegeben wurde. Veröffentlicht wurde er durch den NAL-Verlag im Jahr 1981. Die deutsche Übersetzung von Nora Jensen wurde durch den Heyne Verlag erstmals im Jahre 1986 herausgegeben.

## Inhalt
Protagonist des Buches ist Barton George Dawes, Geschäftsführer einer (bereits aus Carrie bekannten) Wäscherei. Gemeinsam mit seiner Frau Mary bewohnt er ein kleines Haus in einer namentlich nicht genannten Kleinstadt. Die Stadtverwaltung teilt dem Ehepaar mit, dass ihr Haus dem Bau einer neuen Autobahn weichen soll. Auch die Wäscherei ist betroffen, und Dawes ist mit der Organisation beider Umzüge beauftragt. Wie sich herausstellt, hat Barton Dawes den Tod seines drei Jahre zuvor verstorbenen Sohnes nicht überwunden und will auf keinen Fall sein Haus räumen, mit dem er noch so viele Erinnerungen verbindet. Mary verlässt ihn, auch verliert er seine Stelle in der Wäscherei, da er kein neues Betriebsgebäude gesucht hat und der Betrieb nun geschlossen werden muss.
Im Laufe der Handlung tut Dawes immer irrationalere Dinge: Er kauft sich ein Gewehr, lässt den Umzug seiner Firma absichtlich scheitern, nimmt Drogen und verübt einen Brandanschlag auf die Autobahnbaustelle, nachdem sein Versuch, sich Sprengstoff zu beschaffen, vorerst gescheitert ist. Er verdrängt eine (von ihm „Freddy“ genannte) innere Stimme, die ihn vor diesen selbstzerstörerischen Handlungen warnt, bis sie schließlich verstummt. Es wird deutlich, dass er sein Leben als auf allen Ebenen gescheitert betrachtet.
Schließlich kommt es (auf den letzten zwanzig Seiten) zum Showdown: Die alarmierte Polizei, die das Haus räumen soll, wird von ihm mit einem Gewehr des Kalibers .460 Weatherby Magnum unter Beschuss genommen. Barton George Dawes wappnet sich für seine letzte medienwirksame Kritik an dem Bau der Autobahn. Während der andauernden Belagerung durch die Polizei legt Barton eine Schallplatte der The Rolling Stones auf. Im Hintergrund ist die Textzeile „You Can’t Always Get What You Want“ (dt.: „Du kannst nicht immer bekommen, was du willst“) aus dem gleichnamigen Stück der Stones zu hören, als Dawes eine Bombe aktiviert und sein Haus vor laufenden Fernsehkameras in die Luft sprengt.